# Енис-Монжло
Енис-Монжло (фр. Ainhice-Mongelos) насеље је и општина у југозападној Француској у региону Аквитанија, у департману Атлантски Пиринеји која припада префектури Бајон.
По подацима из 2011. године у општини је живело 163 становника, а густина насељености је износила 15,83 становника/km². Општина се простире на површини од 10 km². Налази се на средњој надморској висини од 242 метара (максималној 546 m, а минималној 195 m).

## Демографија
| 1962. | 1968. | 1975. | 1982. | 1990. | 1999. | 2011. |
| ----- | ----- | ----- | ----- | ----- | ----- | ----- |
| 230   | 226   | 199   | 179   | 173   | 175   | 163   |

График промене броја становника у току последњих година